# Дилли, Лесли
Айвор Лесли Дилли (англ. Ivor Leslie Dilley; 11 января 1941 — 20 мая 2025) — британский (валлийский) арт-директор и художник-постановщик, работавший над одними из самых культовых голливудских научно-фантастических фильмов 1970-х и 1980-х годов — «Звёздные войны» (1977), «Супермен» (1978), «Чужой» (1979), «Империя наносит ответный удар» (1980) и «Бездна» (1989), а также приключенческий боевик — «Искатели утраченного ковчега» (1981).
Другие его известные фильмы — «Американский оборотень в Лондоне» (1981), «Никогда не говори «никогда»» (1983), «Бездна» (1989), «Изгоняющий дьявола 3» (1990), «Каспер» (1995), «Столкновение с бездной» (1998), «Инспектор Гаджет» (1999), «Военный ныряльщик» (2000) и «Чёрный рыцарь» (2001).
Дилли был номинирован на премию «Оскар» за лучшую работу художника-постановщика пять раз, и выиграл два; за «Звёздные войны» и «Искателей утраченного ковчега».

## Биография
Айвор Лесли Дилли родился 11 января 1941 года, в долине Рондда, графстве Гламорган, стране Уэльс, государстве Великобритания, и начал свою карьеру киноиндустрии помощником арт-директора в 1970 году. Через три года, он начал работать уже как сам арт-директор в фильме 1973 года — «Три мушкетёра» и его сиквеле 1974 года — «Месть миледи».
Третий фильм Лесли Дилли в качестве арт-директора — научно-фантастическая космическая опера Джорджа Лукаса 1977 года — «Звёздные войны», который стал началом успеха голливудского кинематографа в жанре научной фантастики. За этот фильм Дилли получил премию «Оскар», в категории «Лучшая работа художника-постановщика», вместе с Джоном Бэрри, Норманом Рейнольдсом и Роджером Кристианом.
После «Звёздных войн», Лесли Дилли сделал вклад арт-директора в четыре фильма, всего за четыре года, которые также стали успешными и культовыми: «Супермен» 1978 года, «Чужой» 1979 года, «Империя наносит ответный удар» 1980 года и «Искатели утраченного ковчега» 1981 года. За исключением «Супермена», за остальные три фильма, Дилли получил по номинации на «Оскар» за лучшую работу художника-постановщика, и выиграл за «Искателей утраченного ковчега», вместе с Норманом Рейнольдсом и Майклом Фордом.
В середине 1980-х годов, Лесли Дилли перешёл на работу художника-постановщика, начиная с комедийного фильма Харви Миллера 1985 года — «Плохая медицина».
После «Плохой медицины», Лесли Дилли делал вклады художника-постановщика в такие фильмы, как «Бездна» 1989 года, «Изгоняющий дьявола 3» 1990 года, «Достопочтенный джентльмен» 1992 года, «Каспер» 1995 года, «Столкновение с бездной» 1998 года, «Инспектор Гаджет» 1999 года, «Военный ныряльщик» 2000 года, «Чёрный рыцарь» 2001 года, «Сын Маски» 2005 года и «Шалун» 2006 года.
Лесли Дилли также работал режиссёром второго блока и актёром в фильмах, над которыми он работал художником-постановщиком: режиссёр второго блока в «Дорогая, я увеличил ребёнка» 1992 года, «Неприятностях с обезьянкой» 1994 года, «Лоскутном одеяле» 1995 года и «Дьяволицах» 1996 года; актёр в «Виновен по подозрению» 1991 года, «Миротворце» 1997 года, «Столкновении с бездной», «Заплати другому» 2000 года, «Чёрном рыцаре» и «Дьявольском особняке» 2003 года.
Айвор Лесли Дилли умер от осложнений болезни Альцгеймера, 20 мая 2025 года, в возрасте 84 лет.

## Избранная фильмография

### Арт-директор
- Три мушкетёра (1973)
- Четыре мушкетёра: Месть миледи (1974)
- Звёздные войны[a] (1977)
- Последний римейк Красавчика Жеста (1977)
- Супермен (1978)
- Чужой (1979)
- Империя наносит ответный удар[b] (1980)
- Искатели утраченного ковчега[c] (1981)
- Американский оборотень в Лондоне (1981)
- Эврика (1983)
- Никогда не говори «никогда» (1983)
- Легенда (1985)

### Художник-постановщик
- Плохая медицина (1985)
- Пришельцы с Марса (1986)
- Аллан Куотермейн и потерянный город золота (1986)
- Звёзды и полосы (1988)
- Бездна (1989)
- Изгоняющий дьявола 3 (1990)
- Виновен по подозрению (1991)
- А как же Боб? (1991)
- Дорогая, я увеличил ребёнка (1992)
- Достопочтенный джентльмен (1992)
- Неприятности с обезьянкой (1994)
- Каспер (1995)
- Лоскутное одеяло (1995)
- Дьяволицы (1996)
- Миротворец (1997)
- Столкновение с бездной (1998)
- Инспектор Гаджет (1999)
- Заплати другому (2000)
- Военный ныряльщик (2000)
- Чёрный рыцарь (2001)
- Дьявольский особняк (2003)
- Сын Маски (2005)
- Шалун (2006)
- Квинн-таплетс (2010)

## Награды и номинации
Лесли Дилли номинировался на премию «Оскар» пять раз, (все в категории «Лучшая работа художника-постановщика»), и выиграл две из них; вместе с Джоном Бэрри, Норманом Рейнольдсом и Роджером Кристианом, за «Звёздные войны» в 1978 году, и вместе с Рейнольдсом и Майклом Фордом, за «Искателей утраченного ковчега» в 1982 году.
Дилли также ещё три раза номинировался на «Оскар»:
- 1980: «Чужой» — вместе с Майклом Сеймуром, Роджером Кристианом и Иэном Уиттакером, проиграл Филиппу Розенбергу, Тони Уолтону, Эдварду Стюарту и Гэри Бринку, за «Весь этот джаз»[12].

- 1981: «Империя наносит ответный удар[b]» — вместе с Норманом Рейнольдсом, Гарри Ланжем, Аланом Томкинсом и Майклом Фордом, проиграл Пьеру Гюффруа и Джеку Стивенсу, за «Тэсс»[13].

- 1990: «Бездна» — вместе с Энн Калджиен, проиграл Энтону Фёрсту и Питеру Янгу, за «Бэтмена»[14].

## Заметки
1. 1 2 3 4 5 6  Позже названные как «Звёздные войны. Эпизод IV: Новая надежда»
2. 1 2 3 4  Позже названные как «Звёздные войны. Эпизод V: Империя наносит ответный удар»
3. 1 2 3 4 5 6  Позже названные как «Индиана Джонс: В поисках утраченного ковчега»